# كفرنجة
كفرنجة هي مدينة أردنية تقع في محافظة عجلون في شمال غرب المملكة، وهي مركز لواء كفرنجة. 

## التسمية
تتكون كلمة ( كفرنجة) من مقطعين، الكَفْر وهي كلمة سريانية، وتعني القرية وهو لفظ شائع في بلاد الشام حيث يسمون القرية الكَفر. ويرى بعض الباحثين أنّ الكلمة تعود إلى أصول كنعانية أو أراميّة . أمّا المقطع الثاني (نجة) فقد أخذت من الإفرنج الذين أسروا من قبل عز الدين أسامة  أحد قادة صلاح الدين الأيوبي، لمّا بنى قلعة عجلون. حيث أسكنهم فترة من الزمن في وادي كفرنجة. ومن هنا جاءت التسمية.

## تاريخ
ذكر  الرحالة (جيمس بكنغهام) بأنّه مرّ ببلدة كفرنجة سنة 1825م ؛ وقد ذكر أن عدد سكانها كان 400 نسمة في ذلك الوقت، وتحدث عن شيخها ووصفه بأنّه مهذّب في سلوكه يحترم الغرباء، وله سلطة واسعة، ويخضع رسميّاً لسلطة باشا دمشق مثل كل شيوخ قرى قضاء عجلون .

## الجفرافيا

### الجيولوجيا والتضاريس
تقع كفرنجة في مكان حصين، تحيط بها الجبال من ثلاث جهات، أمّا من الجهة الغربيّة فهي منطقة مفتوحة تتصل بالأغوار . وتعد أرض بلدة كفرنجة من الأراضي الجبليّة الوعرة، فشق الطرق فيها يواجه صعوبات بالغة. ويمر من جهتها الشمالية الواد المعروف بواد كفرنجة. الذي يغذيه مجموعة كبيرة من الروافد والعيون المنتشرة هناك التي يستفيد منها السكان في ري أراضيهم وأشجارهم المزروعة بالخضار والفاكهة. حيث أن موقعها الاستراتيجي، ووقوعها على طريق التجارة بين الأغوار وفلسطين من جهة وعجلون وإربد وعمان من جهة أخرى واعتدال مناخها كانت من بين الأسباب التي دفعت إلى إعمارها والسكن فيها .

### الطقس والمناخ
مناخ كفرنجة هو مناخ البحر الأبيض المتوسط،  ويتصف هذا المناخ ببرودته شتاء مع المطر الغزير، وقصر فصل الشتاء. أما الصيف فهو طويل وحار وجاف . عرفت المنطقة بغزارة الأمطار فيها ابتداء من نهاية سيبتمبر حتّى أنّ المزارعين كانوا يتمنون لو تتوقف السماء عن المطر حتى يستطيعوا الخروج بأغنامهم وأبقارهم إلى المراعي. 

### الموقع والمساحة
تقع كفرنجة إلى الجهة الجنوبيّة الغربيّة من محافظة عجلون، ضمن خطوط الطول َ35 35ْ  و َ48 35ْ شرقاً وبين خطوط العرض 16َ 35ْ و 21َ 32ْ شمالاً  وترتفع عن سطح البحر 640 متراً، وتتميّز هذه المنطقة باختلاف مناطقها من حيث الارتفاع عن سطح البحر. فالمناطق الجنوبية هي الأعلى بينما يقل الارتفاع تدريجياً باتجاه الغرب حيث تصل في بعض المناطق إلى مستوى سطح البحر ( خربة النيله ) وعند خروج الوادي من الحافّة الصدعيّة عند بلدة كريمة يكون المنسوب  (ـ 200 م ) .
تبلغ مساحة بلديّة كفرنجة الكلية لحدود بلدية كفرنجة  11,450,450م2.

### المدن والأحياء
حيّ العنانزة
ويسمى أيضا بالحيّ الجنوبي. أطلق عليه هذا الاسم بسبب أنّ معظم سكانه من عشيرة العنانزة. كان هذا الحي يشتهر بكثرة الأشجار كالسنديان والخروب غلا أن عددها قل نتيجة التوسع العمراني وزيادة السكان.
حيّ العامريّة
يقع هذا الحي إلى الشرق من مدينة كفرنجة. أقيم على موقع أثريّ قديم يدعى خربة العامرية وقد تعاقبت عليها الحضارات، وهناك عين ماء وحيدة في هذا الحي يتغذّى منها السّكان. 
حيّ السهل
ثالثاً: حيّ السهل
يقع هذا الحي في الجهة الشرقيّة من المدينة، كان هذا الحي في سابقا عبارة عن حواكير (أراضي) تزرع بالنباتات الصيفيّة مثل: البطيخ والذرة والشمام والكوسا والبندورة واليقطين والفقوس. وكان مزروعاً بشجر الزيتون المعروف ( الرومي) أي الذي زرع أيّام كان الرومان في هذه المنطقة. 
حيّ حموره  
 كان يكثر في هذا الحي أشجار السنديان والخروب، والبطم الذي كان منتشراً بشكل كبير. وكان هذا الحي قليل السكان.
حي طشطوش
حي المطحنة
سمّي هذا الحي بهذا الاسم نسبة إلى مطحنة الطحين التي كانت موجودة فيه، وهي مطحنة حديثة كانت تقوم بأعمال الطحين مثل طحن العدس والفول والقمح.
حي حارة ناصرة
يقع حي حارة ناصرة في الجهة الغربيّة من مدينة كفرنجة، وقد كان قبل فترة من الزمن غير مأهول بالسكان.
حي الكساير
يقع حي الكساير إلى الشمال من مدينة كفرنجة، يمتد إلى جهة الأغوار  وهو الطريق الموصل إلى الناحية الغربية والتي تصل كفرنجة بفلسطين.
حي الحَوَرَة
يقع هذا الحي إلى الغرب من مدينة كفرنجة، ويمتاز هذا الحي بانحداره الشديد وكثرة أشجار الزيتون المزروعة فيه. ويعد هذا الحي من الأحياء الجديدة التي وجدت في مدينة كفرنجة، وسرعان ما امتلأ بالناس، وخاصّة عندما أنشئ فيه مسجد، وهو قريب من مدرستين للطلبة الذكور.
حي أبو غامر
يقع هذا الحي إلى الغرب من مدينة كفرنجة، وبه المكان الذي أخذت منه الحجارة التي بنيت منه بلدية كفرنجة ومدرستها ومركزها الأمني والذي كان يعرف سابقاً بـ ( المخفر ). كان هذا الحي خالياً من السكان ؛ لأنّه كان عبارة عن غابة  من الأشجار بمختلف ألوانها وأشكالها وخاصّة السنديان والبلوط، والعبهر، والسّوّيد، والملول والخروب.
حي الجبالية
كان هذا الحي خالياً من السكان، ومليئاً بالأشجار بأشكالها وألوانها مثل: شجر السنديان، والبلوط، والخروب، والعبهر، والملول، والسّوِّيد، والبطم الذي كان الفلاحون يستغلون الفرصة لقطفه  وصناعة البطم المنشّف أو المجفف ؛ حيث يتمّ قليه بواسطة الصاج وخلطه بالقمح المقلي  والقريش وهو ثمر اللزاب من الداخل أو بذوره السوداء اللذيذة والتي كانت تؤخذ وتوضع على ظهور الحيطان حتّى تجف بشكل جيّد وتبس عندها تفتح أغصانها وما يحيط بها فيسهل الحصول على ( القريش) بالإضافة إلى الشجرة الرئيسة الزيتون.
حي التين
يقع هذا الحي في الجهة الشمالية من مدينة كفرنجة، وقد أخذ هذا الحي اسمه من أشجار التين التي كانت تنبت في هذه المنطقة، ويمتاز هذا الحي بوجود بعض المناطق الأثريّة القديمة والتي عثر فيها على بعض الأسرجة والزجاج وغيره كما يمتاز بوجود بعض الكهوف التي كانت عبارة عن مدافن للموتى حيث عثر فيها على جماجم بشريّة .
حيّ السوق
يقع هذا الحي في وسط المدينة
حارة الجامع ( الجامع الكبير)
كان الجامع هو نقطة التحوّل في حياة الناس وكانت حارة الجامع مليئة بالأشجار بأشكالها المتنوعة وفيه عين ماء.

## السكان
بلغ عدد سكان كفرنجة 31,015 نسمة وفقا لتعداد السكان لعام 2015. 
أسست بلدية كفرنجة الجديدة عام 1946 وهي ثاني بلدية في محافظة عجلون بعد مركز المحافظة التي تأسست مع إعلان استقلال المملكة الأردنيّة الهاشميّة، وهي البلدية الوحيدة في لواء كفرنجة التي تضم 30% من سكان المحافظة.